# Starz (musikalbum av Yung Lean)
Starz är det fjärde studioalbumet av den svenska artisten Yung Lean. Albumet utgavs den 15 maj 2020 av YEAR0001.

## Låtlista
Alla låtar är skrivna och komponerade av Yung Lean. 
| Nr           | Titel                    | Producent(er)           | Längd |
| ------------ | ------------------------ | ----------------------- | ----- |
| 1.           | My Agenda                | Whitearmor              | 2:08  |
| 2.           | Yayo                     | Whitearmor              | 2:37  |
| 3.           | Boylife in EU            | Whitearmor              | 3:36  |
| 4.           | Violence                 | Whitearmor              | 2:52  |
| 5.           | Outta My Head            | Whitearmor              | 2:51  |
| 6.           | Dance in the Dark        | Whitearmor Yung Sherman | 2:53  |
| 7.           | Acid at 7/11             | Whitearmor              | 3:56  |
| 8.           | Starz (feat. Ariel Pink) | Whitearmor              | 4:20  |
| 9.           | Hellrasier               | Whitearmor Yung Sherman | 2:25  |
| 10.          | Butterfly Paralyzed      | Whitearmor Yung Sherman | 2:37  |
| 11.          | Dogboy                   | Whitearmor              | 2:16  |
| 12.          | Iceheart                 | Whitearmor Yung Sherman | 2:08  |
| 13.          | Pikachu                  | Whitearmor              |       |
| 14.          | Low                      | Whitearmor              | 2:44  |
| 15.          | Sunset Sunrise           | Whitearmor              | 2:32  |
| 16.          | Put Me in a Spell        | Whitearmor              | 2:56  |
| Total längd: | Total längd:             | Total längd:            | 44:20 |